# The Pink Panther (1963)
The Pink Panther is een komische misdaadfilm uit 1963, geregisseerd door Blake Edwards. In de film spelen onder anderen David Niven, Peter Sellers, Robert Wagner en Capucine mee.
De film was de eerste in de serie The Pink Panther, die zou uitgroeien tot een reeks films rond de avonturen van de niet al te snuggere politie-inspecteur Jacques Clouseau − oorspronkelijk gespeeld door Sellers − en diens pogingen de Pink Panther-diamant op te sporen. De film introduceerde bovendien het geanimeerde personage van een roze panter met dezelfde naam, dat zich zou ontwikkelen tot een geheel op zichzelf staand karakter en een eigen tekenfilmserie kreeg. Inmiddels zijn er in totaal tien speelfilms in de Pink Panther-detectiveserie uitgebracht. 
De film werd bekendgemaakt met de zinnen "You only live once, so see The Pink Panther twice" en "A Madcap Frolic Of Crime and Fun".
Vanwege Clouseaus populariteit onder de kijkers werd het eerste vervolg, A Shot in the Dark, herschreven om de merkwaardige inspecteur opnieuw toe te voegen. Oorspronkelijk was het namelijk de bedoeling dat er een serie zou komen rond het personage "the Phantom", gespeeld door David Niven.

## Verhaal
Prinses Dala van het fictieve landje Lugash krijgt als kind van haar vader een cadeau: de grootste diamant ter wereld, genaamd de Pink Panther. Deze grote roze diamant heeft een ongewone vlek in het hart. Wie goed kijkt ziet hier een panter in, vandaar de naam. Jaren later grijpen rebellen de macht in Lubash en eisen de diamant op, maar Dala weigert deze af te staan en vlucht.
Later is Dala op vakantie in een skiresort in Cortina d'Ampezzo waar ze wordt opgemerkt door een Britse kapitalist, Sir Charles Lytton. Hij heeft een geheim leven als juwelendief "the Phantom". "The Phantom" ziet de diamant en laat zijn neef George komen om de diamant te stelen. George wil de schuld van de diefstal aan "the Phantom" geven, niet wetend dat dat zijn eigen oom is. Al snel komt inspecteur Jacques Clouseau op het spoor van "the Phantom". Hij weet echter niet dat zijn vrouw Simone eigenlijk een helper is van "the Phantom". Clouseau probeert de diefstal te voorkomen, maar heeft geen idee waar te zoeken. Hij zoekt overal behalve op de goede plek. Intussen wordt hij misleid door zijn eigen vrouw die inmiddels iets heeft met George. Charles is inmiddels ook verliefd geworden op Dala en weet niet of hij haar eigenlijk nog wel wil bestelen. Als Sir Charles en George later tijdens een gekostumeerd feestje de diamant uit de kluis proberen te stelen, ontdekken ze dat de diamant al verdwenen is.
Tijdens een achtervolging slaagt Clouseau er toevalligerwijs in Sir Charles en zijn handlangers te vangen als alle auto's op elkaar botsen. Dan onthult Dala tegenover Simone dat zij de diamant zelf uit de kluis heeft gehaald zodat deze niet zou terugkeren naar haar vaderland. Simone zorgt ervoor dat hun advocaat het laat lijken alsof Clouseau de dief is. Op verzoek van haar plaatst Dala, die inmiddels een zwak heeft gekregen voor Charles, de diamant in de tas van de inspecteur. Als die de diamant per ongeluk tevoorschijn haalt tijdens de rechtszaak, wordt hij veroordeeld. De eigenlijke daders ontsnappen. Charles stelt Simone, die inmiddels spijt heeft, gerust: Clouseau zal wel weer vrij komen.
Clouseau wordt naar de gevangenis gestuurd, maar weet dat het getuigenis van zijn assistent hem vrij zal pleiten. Als hem echter verteld wordt dat "The Phantom" een idool is voor jonge meisjes, speelt Clouseau het spel mee, doet alsof hij de dader is en zegt op de vraag hoe hij de diefstal wist te plegen slechts "Tja... weet je - het was niet gemakkelijk."
Hierna komt de film ten einde met een filmpje van de tekenfilmpanter.

## Rolverdeling
| Acteur            | Personage                  |
| ----------------- | -------------------------- |
| David Niven       | Sir Charles Lytton         |
| Peter Sellers     | Inspector Jacques Clouseau |
| Robert Wagner     | George Lytton              |
| Capucine          | Simone Clouseau            |
| Brenda De Banzie  | Angela Dunning             |
| Colin Gordon      | Tucker                     |
| John Le Mesurier  | Advocaat                   |
| James Lanphier    | Saloud                     |
| Guy Thomajan      | Artoff                     |
| Michael Trubshawe | Felic Townes               |
| Riccardo Billi    | Aristotle Sarajos          |
| Meri Welles       | Monica Fawn                |
| Martin Miller     | Pierre Luigi               |
| Fran Jeffries     | Griekse neef               |
| Claudia Cardinale | Prinses Dala               |

## Trivia
- Claudia Cardinale sprak geen Engels, zodat al haar zinnen door iemand anders werden ingesproken. Na de film leerde ze wél snel Engels spreken.
- De rol van Clouseau werd eerst aangeboden aan Peter Ustinov. Die zegde echter een paar dagen voor het begin van de opnames af. Blake Edwards klaagde hem aan, en won.
- De film is de enige Pink Pantherfilm van Blake Edwards zonder Herbert Lom, Burt Kwouk en Graham Stark.
- Het vervolg op de film werd al drie maanden na The Pink Panther uitgebracht.
- Ava Gardner zou eerst Madame Clouseau spelen. Het geld wat zij ervoor vroeg was echter onaanvaardbaar hoog.
- De rol werd gegeven aan Capucine, nadat haar vriendin Audrey Hepburn dit voorstelde aan Blake Edwards. Hepburn had al eerder gewerkt met Edwards, in de film Breakfast at Tiffany's.

## Filmmuziek
De muziek voor de film werd uitgebracht door RCA Victor en bevat muziek, uitgevoerd door Henry Mancini en zijn orkest.
- Alle nummers zijn geschreven door Henry Mancini, behalve waar anders staat aangegeven.

Kant 1
1. "The Pink Panther Theme" - 2:35
2. "It Had Better Be Tonight (Meglio Stasera)" (Instrumentaal) - 1:44
3. "Royal Blue" - 3:09
4. "Champagne and Quail" - 2:45
5. "The Village Inn" - 2:34
6. "The Tiber Twist" - 2:47

Kant 2
1. "It Had Better Be Tonight (Meglio Stasera)" (Henry Mancini - Johnny Mercer) - 1:56
2. "Cortina" - 1:52
3. "The Lonely Princess" - 2:25
4. "Something for Sellers" - 2:45
5. "Piano and Strings" - 2:34
6. "Shades of Sennett" - 1:22